# 1952 dans le catholicisme
Chronologie du catholicisme
- 1948
- 1949
- 1950
- 1951
- 1952
- 1953
- 1954
- 1955
- 1956

Cet article présente les faits marquants de l'année 1952 dans le catholicisme.

## Évènements
- 27 mai au 1er juin : Congrès eucharistique international à Barcelone.

## Naissances
- 6 janvier : Denis Moutel, prélat français, évêque de Saint-Brieuc et Tréguier
- 22 janvier : Denis Coiffet, prêtre traditionaliste français, cofondateur de la FSSP († 22 janvier 1952)
- 15 février : George Antonysamy, prélat indien, diplomate du Saint-Siège et archevêque titulaire de Sulci (de)
- 29 février : Thomas Löhr, prélat allemand, évêque auxiliaire de Limbourg et évêque titulaire de Diana (de)
- 7 mars : Dominique Mamberti, cardinal français de la Curie
- 30 mars : Jose Advincula, cardinal philippin, archevêque de Manille
- 1er avril : Jeffrey Steenson, ancien évêque épiscopalien devenu prêtre catholique, ordinaire de l'Ordinariat personnel de la chaire de Saint-Pierre
- 3 mai : Joseph Tobin, cardinal américain, archevêque de Newark
- 5 mai : Jean Laffitte, prélat français de la Curie
- 15 mai : Bruno de Blignières, prêtre traditionaliste français
- 16 mai : Robert Spitzer, prêtre jésuite, auteur et enseignant américain
- 19 mai : Cristóbal López Romero, cardinal espagnol, archevêque de Rabat
- 26 mai : Giuseppe Pinto, prélat italien, diplomate du Saint-Siège et archevêque titulaire de Pandosia (de)
- 5 juin : Michael Duca, prélat américain, évêque de Baton Rouge
- 10 juin : Ivan Jurkovič, prélat slovène, diplomate du Saint-Siège et archevêque titulaire de Corbavie (de)
- 11 juin : Vicente Bokalic Iglic, cardinal argentin, archevêque de Santiago del Estero
- 14 juin : Alois Schwarz, prélat autrichien, évêque de Sankt Pölten
- 16 juin : Friedrich Kretz, prêtre allemand, recteur général des Pallotins
- 17 juin : Miguel Ángel Ayuso Guixot, cardinal espagnol de la Curie († 25 novembre 2024)
- 24 juin : Jacques Benoit-Gonnin, prélat français, évêque de Beauvais
- 25 juin : Péter Erdő, cardinal hongrois, archevêque d'Esztergom-Budapest
- 1er juillet : Celestino Migliore, prélat italien, diplomate du Saint-Siège et archevêque titulaire de Canosa
- 14 juillet : Jean-Paul James, prélat français, archevêque de Bordeaux
- 24 juillet : Ernesto Mandara, prélat italien, évêque de Sabina-Poggio Mirteto
- 8 août : Kieran O'Reilly, prélat irlandais, archevêque de Cashel et Emly
- 14 août : Joseph Atanga, prélat camerounais, archevêque de Bertoua
- 25 août : Heinrich Timmerevers, prélat allemand, évêque de Dresde-Meissen
- 2 septembre : Josef Bisig, prêtre traditionaliste suisse, cofondateur et premier supérieur général de la FSSP
- 7 septembre : Salvatore Pennacchio, prélat italien, diplomate du Saint-Siège et archevêque titulaire de Montemarano (it)
- 18 septembre : Eduardo Robles Gil, prêtre mexicain, supérieur général de la Légion du Christ
- 19 septembre : Guy Consolmagno, prêtre jésuite et astronome américain
- 21 septembre : Dominique Rey, prélat français, évêque de Fréjus-Toulon
- 30 septembre : Philippe Laguérie, prêtre traditionaliste français, cofondateur de l'Institut du Bon-Pasteur
- 3 octobre : Bienheureux Rosario Livatino, magistrat italien, martyr de la mafia († 3 octobre 1952)
- 4 octobre : Joseph Werth, prélat russe allemand, évêque de Novossibirsk
- 7 octobre : Emmanuel Obbo, prélat ougandais, archevêque de Tororo, précédemment évêque de Soroti (en)
- 24 octobre : Francesco Camaldo, prêtre italien de la Curie, doyen des cérémoniaires pontificaux
- 4 novembre : 
  - Raymond Gravel, prêtre et homme politique canadien († 11 août 2014)
  - Antonysamy Susairaj, prêtre et missionnaire indien, préfet apostolique de Kompong Cham
- 5 novembre : Cyrille Klimowicz, prélat russe, évêque d'Irkoutsk
- 10 novembre : Marco Arnolfo, prélat italien, archevêque de Verceil
- 17 novembre : Pascal Gollnisch, prélat français, directeur général de l'Œuvre d'Orient
- 19 novembre : Michel Fédou, prêtre jésuite et théologien français
- 12 décembre : Ludovick Joseph Minde, prélat tanzanien, évêque de Moshi
- 21 décembre : 
  - Renato Boccardo, prélat italien, archevêque de Spolète
  - Maurice Monier, prélat et canoniste français du Saint-Siège
- 24 décembre : Helmut Schüller, prêtre autrichien, engagé pour des réformes dans l’Église
- Date précise inconnue : Patrizio Benvenuti, prêtre italien accusé de fraude

## Décès
- 9 janvier : Andrea Cassulo, prélat italien, diplomate du Saint-Siège et archevêque titulaire de Léontopolis-en-Augustamnique (de) (° 30 novembre 1869)
- 18 janvier : Ange-Marie Hiral, prélat franciscain et missionnaire français, vicaire apostolique de Port-Saïd (° 29 juin 1871)
- 23 janvier : Bienheureuse Olympia Bidà, religieuse et martyre ukrainienne du communisme (° 1903)
- 3 février : Hans Carls, prêtre allemand, interné à Dachau (° 17 décembre 1886)
- 13 février : André Cikoto, prêtre polono-biélorusse, victime du goulag, serviteur de Dieu (° 5 décembre 1891)
- 17 février : Bienheureuse Edvige Carboni, mystique italienne (° 2 mai 1880)
- 18 février : Antoine Fourquet, prélat français, missionnaire, archevêque de Canton (° 6 mars 1872)
- 21 février : Francis Xavier Ford, prélat et missionnaire américain, évêque de Jiaying et martyr du communisme (° 11 janvier 1892)
- 2 mars : Édouard de Moreau, prêtre jésuite et historien belge (° 26 août 1879)
- 8 mars : Cyrillus Jarre, prélat et missionnaire allemand, archevêque de Tsinan (° 2 février 1878)
- 29 mars : François Steinmetz, prélat et missionnaire français, vicaire apostolique du Dahomey (° 10 janvier 1868)
- 12 avril : Auguste Cogneau, prélat français, évêque titulaire de Thabraca (de) et évêque auxiliaire de Quimper (° 20 mars 1868)
- 15 avril : Ludwig Kaas, prêtre et homme politique allemand (° 23 mai 1881)
- 19 avril : Augustin Ceuneau, prêtre, historien et auteur français (° 23 janvier 1892)
- 30 avril : Jean-Marie Pivault, missionnaire spiritain français, fondateur des Annales catholiques (° 23 mai 1873)
- 10 mai : Henricus Lamiroy, prélat belge, évêque de Bruges (° 29 août 1883)
- 11 mai : Alessio Ascalesi, cardinal italien, archevêque de Naples (° 22 octobre 1872)
- 13 mai : Giovanni Battista Nasalli Rocca di Corneliano, cardinal italien, archevêque de Bologne (° 27 août 1872)
- 22 mai : Benjamin-Octave Roland-Gosselin, prélat français, évêque de Versailles (° 17 décembre 1870)
- 26 mai : Georges Rutten, prêtre, syndicaliste et homme politique belge (° 10 août 1875)
- 28 mai : Philippe Desranleau, prélat canadien, archevêque de Sherbrooke (° 3 avril 1882)
- 7 juin : Henri Streicher, prélat et missionnaire français, vicaire apostolique d'Ouganda (° 28 juillet 1863)
- 12 juin : Michael von Faulhaber, cardinal allemand, archevêque de Munich (° 5 mars 1869)
- 3 juillet : Gabriel Piguet, prélat français, évêque de Clermont (° 24 février 1887)
- 11 juillet : Bienheureux Valeriu Traian Frențiu, prélat grec-catholique roumain, évêque d'Oradea Mare, martyr du communisme (° 25 avril 1875)
- 19 juillet : Henri Lamasse, prêtre, bâtisseur, sinologue et missionnaire français en Chine (° 25 avril 1869)
- 15 août : Bienheureuse Armida Barelli, religieuse et enseignante italienne, cofondatrice de l'Université catholique de Milan (° 1er décembre 1882)
- 16 août : Gustave Arnaud d'Agnel, prêtre et historien français (° 28 avril 1871)
- 18 août : Saint Albert Hurtado, prêtre jésuite chilien engagé dans l'apostolat social (° 22 janvier 1901)
- 15 septembre : Bienheureux Paul Manna, prêtre italien, missionnaire en Birmanie (° 16 janvier 1872)
- 18 septembre : Léon Gry, prêtre, théologien et bibliste français (° 1er octobre 1879)
- 24 septembre : Norbert Wallez, prêtre, journaliste et collaborateur belge (° 19 octobre 1872)
- 21 octobre : Auguste Gaspais, prélat et missionnaire français, évêque de Jilin, précédemment évêque titulaire de Canope (de) (° 22 avril 1884)
- 11 novembre : Bienheureux Eugène Bossilkov, prélat passioniste bulgare, évêque de Nicopolis, martyr du communisme (° 16 novembre 1900)
- 22 novembre : Georges Six, prélat et missionnaire belge, vicaire apostolique de Léopoldville (° 20 octobre 1887)
- 25 novembre : Théobald Lalanne, prêtre et linguiste français (° 10 février 1880)
- 2 décembre : Jean-Arthur Chollet, prélat français, archevêque de Cambrai (° 8 avril 1862)
- 28 décembre : Carlo Agostini, prélat italien, patriarche de Venise (° 22 avril 1888)